# Ayben
Ayben Özçalkan (Istanboel, 22 september 1982) is een Turkse rapster, bekend onder haar voornaam. Ze was een van de eerste en een van de succesvolste vrouwelijke MC's in Turkije.
Ayben is de jongere zuster van de rapper Ceza. Ze werkte sinds 1999 aan de projecten van haar broer mee. Geleidelijk nam ze ook nummers op met andere bekende muzikanten; zo is ze bijvoorbeeld in 2005 te horen op het album Gülyabani van Aylin Aslım in het nummer 'Gelinlik Sarhoşluğu (Bana ne)'. In 2006 rapt ze in het nummer 'Peri' van Nil Karaibrahimgil.
In de bioscoop is zij in de film Crossing the Bridge - The Sound of Istanbul van Fatih Akın te zien.

## Discografie
- 2008: Sensin O